# Lorenzo Orsetti
Lorenzo Orsetti (Bagno a Ripoli, 13 febbraio 1986 – Al-Baghuz Fawqani, 18 marzo 2019) è stato un anarchico, antifascista e militare italiano che ha combattuto a fianco della milizia curda Unità di Protezione Popolare (YPG) in Siria nel corso della guerra civile siriana. È conosciuto anche come Orso e con il nome di battaglia Tekoşer Piling.

## Biografia
Lorenzo Orsetti nacque a Bagno a Ripoli, un comune dell'hinterland di Firenze, il 13 febbraio 1986, e lavorò inizialmente come cameriere, in seguito come chef e sommelier, in diversi ristoranti del capoluogo toscano. In seguito allo scoppio della guerra civile siriana, si interessò al conflitto in Rojava, diventando un sostenitore della causa curda contro lo Stato Islamico della Siria e dell'Iraq (ISIS). In Italia conobbe l'attivista anarchico Paolo Andolina, il quale aveva combattuto nelle forze internazionali YPG contro lo Stato Islamico.
Nel settembre del 2017 viaggiò verso la Siria, dove si unì all'Unità di Protezione Popolare (YPG). Qui incontrò numerosi volontari internazionali, tra cui alcuni membri del gruppo antifascista "Antifa Tabur", che si erano uniti alla lotta armata contro il califfato. Conobbe militanti provenienti da tutto il mondo, tra cui alcuni italiani e numerosi di provenienza turca. Terminato l'addestramento militare, Orsetti si unì ad una formazione militare organizzata dal Partito Comunista della Turchia, divenendo quindi membro della Brigata Internazionale di Liberazione ed unendosi ai combattimenti contro le forze turche e filoturche durante l'Operazione Ramoscello d'Ulivo.

## Morte
Orsetti fu ucciso in combattimento nel villaggio siriano di Al-Baghuz Fawqani, nei pressi del confine con l'Iraq, la mattina del 18 marzo 2019. Si trovava in tale località per combattere contro lo Stato Islamico nell'offensiva curda contro l'ultimo bastione dell'organizzazione presente nella Siria ad est dell'Eufrate. Si era unito ad un'unità araba delle Forze Democratiche Siriane, la quale durante un'operazione volta al salvataggio di civili usati come scudi umani fu colpita da un'imboscata nemica e fu completamente annientata.
La sua morte fu dapprima annunciata sui canali Telegram dell'ISIS, poi fu confermata dalle forze YPG. Durante l'operazione per recuperare il suo corpo altri due soldati arabi delle SDF avrebbero perso la vita in combattimento. A seguito di una cerimonia funebre militare in Siria, la salma fu trasportata in Iraq e da qui rientrò a Firenze nel giugno del 2019 dove fu seppellita nel cimitero delle Porte Sante, nei pressi delle tombe dei martiri fiorentini della Resistenza italiana.

### La lettera testamento

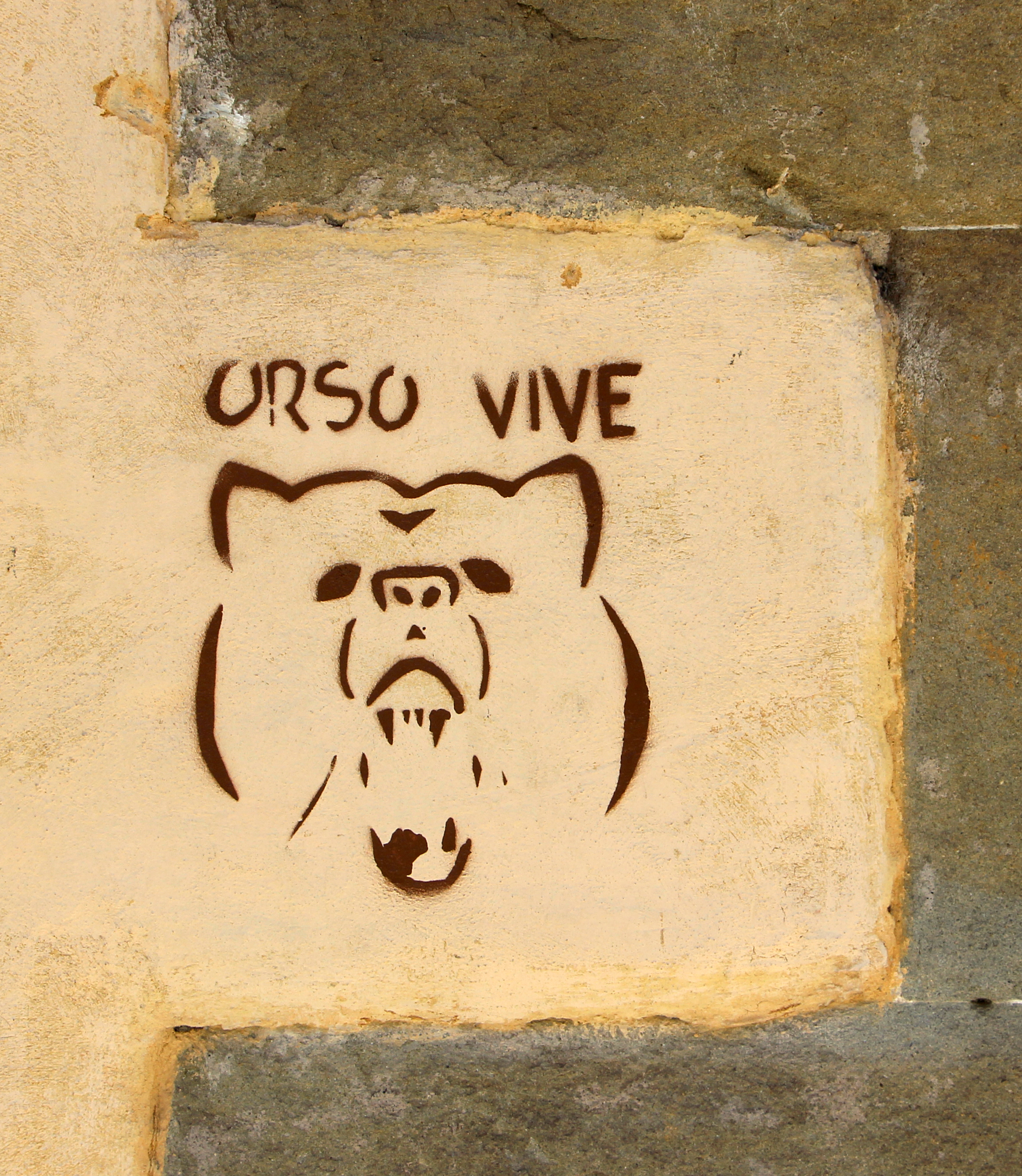
Graffito con stencil dedicato a Lorenzo "Orso" Orsetti, a Firenze

In seguito alla sua morte fu diffusa sui notiziari e sui social la lettera contenente le sue ultime volontà. Il testo, che si apriva con la frase "Ciao, se state leggendo questo messaggio è segno che non sono più a questo mondo", conteneva numerose esortazioni all'impegno civile a favore della giustizia sociale ed a non arrendersi di fronte alle difficoltà poiché è "proprio nei momenti più bui che la vostra luce serve. E ricordate sempre che ogni tempesta inizia con una singola goccia. Cercate di essere voi quella goccia."
Questo il testo integrale:
Vi amo tutti, spero farete tesoro di queste parole.
Serkeftin!
Orso,
Tekoşer,
Lorenzo»
Numerose manifestazioni di solidarietà nei confronti della sua famiglia e delle forze curde siriane si sono svolte in diverse città italiane nel periodo successivo alla sua morte e anche durante le proteste contro l'offensiva turca in territorio siriano avviata nell'ottobre del 2019. In tali occasioni è stato spesso ripreso il motto di Orsetti "ogni goccia diventerà tempesta" utilizzato come esortazione alla lotta contro le ingiustizie ed i fondamentalismi di ogni genere.

## Riconoscimenti e onorificenze

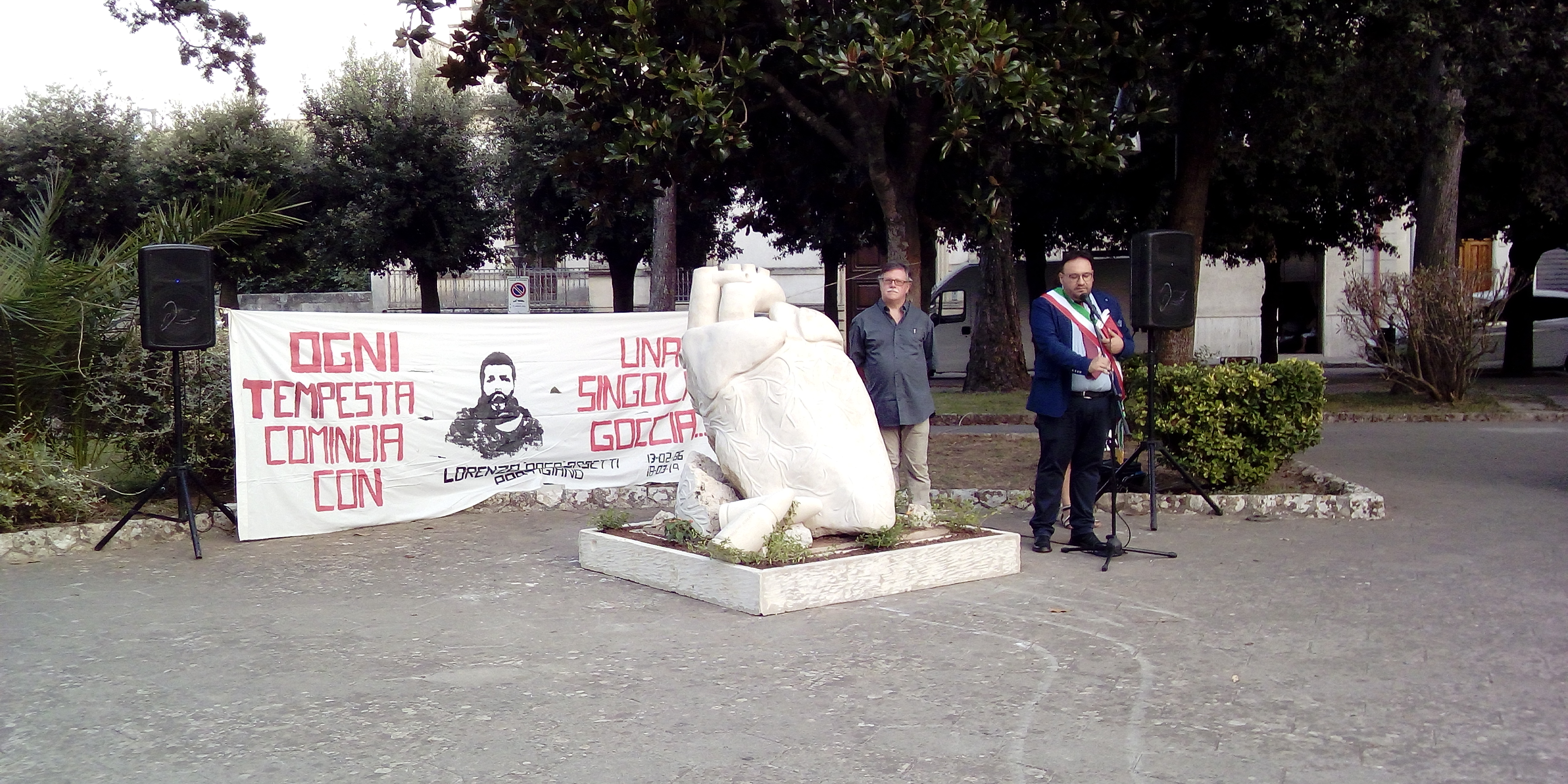
Martano (16 agosto 2021), inaugurazione del monumento dedicato a Lorenzo Orsetti, in presenza di suo padre Alessandro Orsetti.

- Numerosi spazi pubblici furono rinominati in suo onore. Tra di essi si annoverano il "Parco Nomentano Lorenzo Orsetti Partigiano" di Roma[22], la biblioteca della stazione dei treni di Berceto, un parco nel rione Cirenaica di Bologna e la "Casa del Popolo Lorenzo Orsetti" di Prato.[23][24][25] Nel settembre del 2019, inoltre, il comune di Firenze approvò la delibera per richiedere[26] l'intitolazione di una strada a "Lorenzo Orsetti Partigiano".[27]

- Nel luglio 2019 Lorenzo Orsetti ricevette anche il Gonfalone d'argento, ovvero la più alta onorificenza conferibile dalla regione Toscana.[28][29]
- Il fumettista italiano Zerocalcare gli dedicò una graphic novel di 32 pagine, intitolata Macelli, pubblicata il 19 luglio 2019 sul numero 1316 della rivista Internazionale.[15]
- Il 16 agosto 2021 nei giardini pubblici del comune di Martano, è stato inaugurato il monumento "Cuore" in onore di "Orso" donato da un artista locale che ha chiesto di rimanere anonimo. Il monumento rappresenta un cuore scolpito nella locale pietra e si rifà a un disegno tratto dalla graphic novel di Zerocalcare dedicata ad Orsetti. L'opera è ricavata da un blocco unico di pietra pesante oltre 2 tonnellate. Tutta la cerimonia si è svolta in presenza del padre di "Orso", Alessandro Orsetti e delle autorità cittadine.[30]

### Musica
- Il 4 dicembre 2020 viene distribuita la compilation Her Dem Amade Me – Siamo sempre pronte, siamo sempre pronti, un doppio CD di ventiquattro tracce i cui proventi vengono devoluti al centro Alan’s Rainbow di Kobanê per dotarlo di un ambulatorio pediatrico che sarà intitolato a Lorenzo Orsetti.[31] Al progetto hanno partecipato: 24 Grana, Serena Altavilla, Assalti Frontali, Angela Baraldi, Cesare Basile, Paolo Benvegnù, Giorgio Canali, Pierpaolo Capovilla e i Cattivi Maestri, Marco Colonna, Vittorio Continelli, Max Collini, Cristiano Crisci, Dagger Moth, Ginevra Di Marco, Er Tempesta, Giancane, La Rappresentante di Lista, Lucio Leoni, Malasuerte, Mokadelic, Eddi Marcucci, Nummiriun, Rita Lilith Oberti, Marco Parente, Carmelo Pipitone, Rapper C J A SAP, Marina Rei, Roncea, Rossofuoco, Tre Allegri Ragazzi Morti, Giovanni Truppi e Margherita Vicario.[32]
- Nel 2020 il gruppo italiano di musica celtica Whisky Trail ha dedicato a Lorenzo Orsetti un brano strumentale intitolato "Canto per Lorenzo Orsetti" pubblicato come singolo e distribuito da Materiali Sonori.
- Nel 2020 il gruppo italiano Assalti Frontali ha dedicato a Lorenzo Orsetti un brano dal titolo "Compagno Orso" (feat. Er Tempesta e Nummiriun) inserito nella antologia 1990-2020 e pubblicato da Believe Music.
- Il 27 maggio 2022 il gruppo musicale Pierpaolo Capovilla e i Cattivi Maestri ha pubblicato il suo primo album omonimo e dedicato a Lorenzo Orsetti il brano "La città del sole".

## Opere
- Lorenzo Orsetti (postumo), ORSO. Scritti dalla Siria del Nord-Est - Lorenzo Orsetti - Heval Tekoşer Pilling, collana Tutte Le Strade, Red Star Press, 2021, ISBN 9788867182824.